# جان ساتر
جان ساتر (انگلیسی: John Sutter؛ ‏ زاده ۱۵ فوریه ۱۸۰۳ - درگذشته ۱۸ ژوئن ۱۸۸۰) با نام اصلی یوهان آگوست سوتر که در میان اسپانیایی‌زبان‌ها به دُن خوان سوتر مشهور بود، کاوشگر و کارآفرین سوئیسی‌الاصل و از مهاجران ساکن شده در ایالات متحده آمریکا و پایه‌گذار سرزمین هلوه سی جدید (سویس تازه) بود که امروزه به سان فرانسیسکو مشهور است. او املاک وسیعی از غرب آمریکا را از ژنرال روسی که در آن زمان به همراه ارتش تحت فرمانش آنجا را ترک می‌کردند، خریداری کرد و پول زمینها را تماماً پرداخت. مقدار زیادی از زمینهای دیگر را نیز حاکم مکزیکی به او هبه نمود. ساتر در زمینهای خود مشغول به کار شد و توانست با استفاده از کارگران بومی جزایر کالدونی «کاناکها» و سرخپوستان آنجا ناحیه وسیعی از دشتها را به کشتزار و شهرهای متعدد تبدیل کند. در زمان خود ثروتمندترین مرد روی کره زمین بود که مدیون زمینهای بکر و محصولات زراعی و دامی توسعه دادهٔ خود بود. اما به‌دلیل پیدا شدن کانیهای طلا در زیر پای ستونهای کارگاه اره‌کشی تازه تأسیس خود، زندگی عادی‌اش به تلاطم افتاد و درهم ریخت.
سیل جویندگان طلا او را به تمام معنا ورشکسته نمودند. تمامی سرزمینهایی که خریده بود توسط سیل مهاجرانی که تمامی نداشتند غصب شد و تمامی مزارع و چراگاه‌ها و دامهایش به دلیل هجوم گسترده جویندگان طلا از بین رفت. بعد از مدتی شروع به شکایت از تمامی کسانی که زمینهایش را غصب نموده بودند و طلاهای زمینهایش را غارت نموده بودند و همچنین مزارع و دامهایش را از بین برده بودند، کرد و تا پایان عمرش مطالبه آن‌ها را رها نکرد.

## زندگی‌نامه

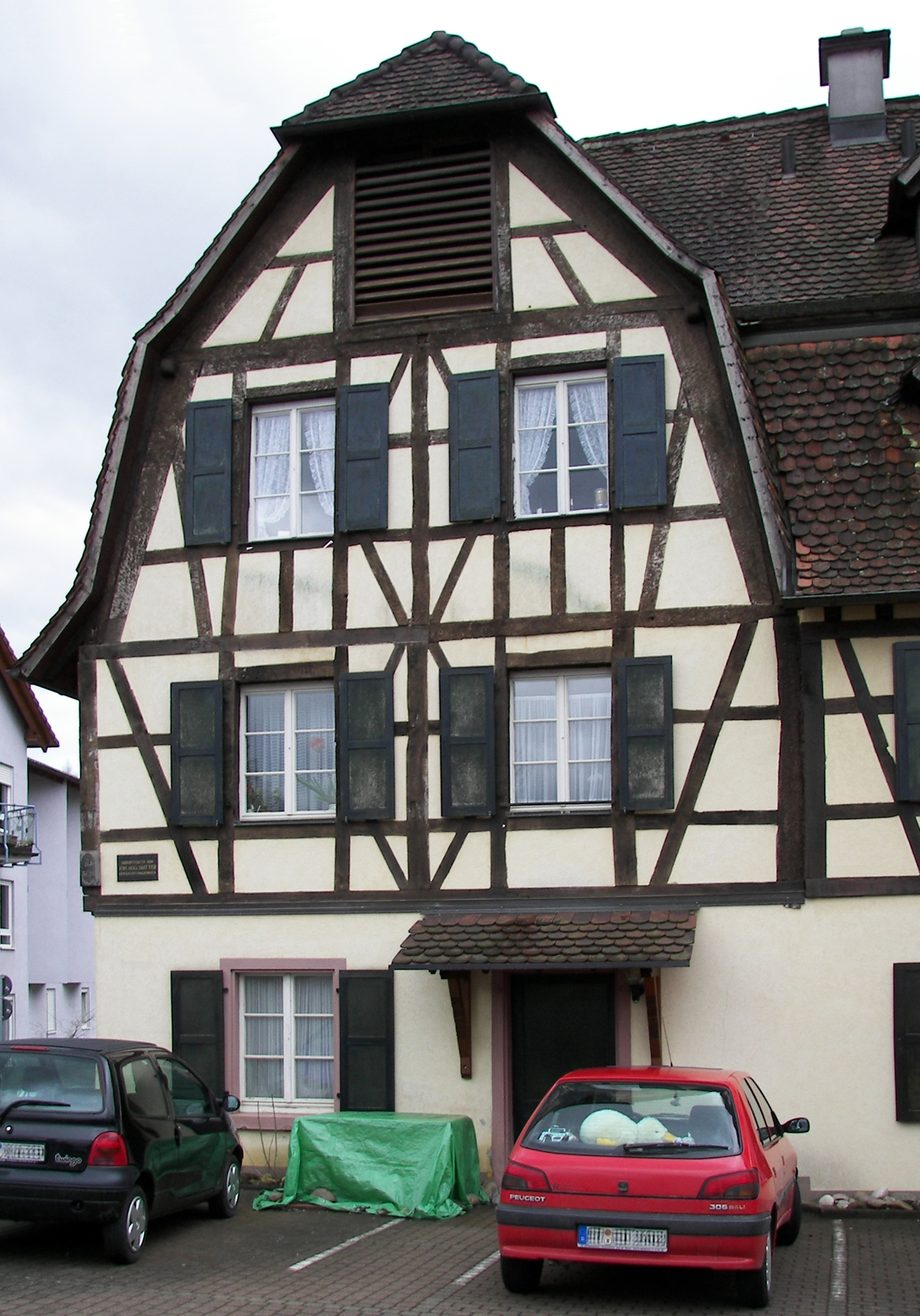
زادگاه ساتر در کاندرن، بادن، آلمان.